# Савельев, Александр Алексеевич
Алекса́ндр Алексе́евич Саве́льев (14 июня 1953, Полярный, Мурманская область) — советский и российский гитарист, автор песен, музыкальный менеджер. В 1976—1981 был участником группы «Лабиринт», в которую в 1980 году принял в качестве гитариста и клавишника Эдмунда Шклярского. В 1981 году вместе со Шклярским принят в группу «Пикник», в которой оставался до 1991 года, совмещая в ней должности второго гитариста, звукорежиссёра и директора группы. В это время, когда группа пережила период частых смен составов, оставался помимо Шклярского, её единственным постоянным участником. Покинул группу в 1991 году и отошёл от сценической деятельности, занявшись менеджерской продюсерской деятельностью, но не добился успеха на этом поприще.

## Биография
Осенью 1967 года в стенах 111-й школы Ленинграда вместе с бас-гитаристом Михаилом Андрющенко и барабанщиком Борисом Воротиловым собрал школьную группу, которая исполняла песни The Beatles и The Rolling Stones, разбавляя их текущей поп-музыкой. Ближе к выпускным экзаменам усилил более взрослый и опытный гитарист гитарист Виктор Решетников. После окончания основателями группы школы трое её основателей были призваны в армию, вследствие чего коллектив прекращает существование. Савельев попал на флот и отслужил три года во Владивостоке.
В 1976 году вернувшийся в Ленинград Савельев и Андрющенко, который, сменил бас на гитару, начали собирать новую группу, в состав которой также вошли: Юрий Аксёнов (бас-гитара), Александр Скавытов (вокал) и Лев Шнейдерман (барабаны). Группа взяла название «Дикий мёд», затем сменили название на «Безнадёжное дело», а через год на «Лабиринт». В концу 1970-х группа располагала одним из лучших в Ленинграде комплектов аппаратуры.
В марте 1979 года «Лабиринт» устроился в Восточно-Казахстанскую филармонию в Усть-Каменогорске. Группу покидает Скавытов, не желавший уезжать из города, поэтому вокальные функции поделили между собой остальные участники группы. В группу был принят местный клавишник Александр Сыромятов.
4 октября 1979 группа вернулась в Ленинград. Сыромятов остался в филармонии и покинул группу. Скавытов вновь становится вокалистом. Кроме того в группу приходит Эдмунд Шклярский, игравший на 12-струнной гитаре и клавишных. В конце октября группа устроились в клуб посёлка Юкки. Иногда к ним приезжал поджемовать приятель Савельева, Владимир «Вавила» Сизов.
Пришедший в группу Шклярский разнообразил репертуар группы, прежде состоявший из кавер-версий песен англоязычных групп, собственными песнями, в числе которых были «Ночь» и «Караван», «Великий бог Рубль» и «Пол и потолок». Осенью 1980 года «Лабиринт» перебрался в Левашово, примерно тогда же Скавытов покидает группу и основным вокалистом стал Шклярский.
В начале 1981 они сменили распавшийся «Прайд» в Песочном, а в состав группы перешли два её бывших участника: Святослав Образцов (гитара, клавишные) и Олег Вальякка (барабаны). Ранее игравший на гитаре Андрющенко был переведён в звукооператоры, а Шнейдерман покинул группу.
В апреле 1981 на точке «Лабиринта» в Песочном состоялось одно из первых прослушиваний в организованный Ленинградский рок-клуб. Группа сыграла три песни и была принята. Почти в то же время «Лабиринт», хранивший аппаратуру в Институте Торговли, лишился значительной её части и в мае 1981 года распался.
В конце августа того же года Евгений Волощук принял Шклярского и Савельева в свою группу «Пикник». Обновлённый «Пикник» дебютировал на клубной сцене 28 ноября 1981 года.
В записи первого альбома «Дым» Савельев участия не принял; все гитарные партии сыграл Шклярский. К началу 1983 года Савельев оставил гитару и пересел за пульт.
Весной 1984 года в период лихорадочной подготовки ко II Фестивалю Ленинградского рок-клуба, в рядах «Пикника» произошёл раскол: по одну сторону оказались Шклярский и Савельев, по другую — основатель «Пикника», бас-гитарист Евгений Волощук, гитарист и клавишник Сергей Шепель и барабанщик Леонид Кирнос. Последние пригласили к себе основателя «Пикника» Сергея Омельниченко, поющего гитариста Виктора Евсеева и клавишника Александра Егорова.
Шклярский и Савельев между тем устроившись на работу в Ленконцерт, официальную концертную организацию города и при участии приглашённых музыкантов записали на студии Андрея Тропилло альбом «Танец Волка».
Концертного состава группа не обрела, поэтому в феврале 1985 года возник альянс с «Продолжение следует» однако, сотрудничество ограничилось единственный выступлением во Дворце Молодёжи, после чего «Продолжение следует» прекратило существование, оставив «Пикнику» гитариста Виктора Евсеева, переключившегося на бас.
В октябре 1985 года в «Пикник» пришёл Юрий Ключанцев (саксофон, клавишные, перкуссия), а в начале 1986 года вторым клавишником стал Сергей Воронин. В таком составе группа активно гастролировала. На виниловой пластинке «Иероглиф» 1987 года Савельев наряду с Шклярским значится руководителем группы, а в аннотации значится, что «Эдмунд Шклярский и Александр Савельев сумели вывести „Пикник“ на большую эстраду».
В 1990 году Савельев переключается на должность директора группы, но к 1991 году покидает её, передав должность директора бывшему барабанщику Али Бахтиярову. В 1990 году Савельев также становится директором группы «Тяжёлая работа», но в 1991 году она распадается.
В 1994 году по его инициативе на лейбле «Антроп» вышла оригинальная версия альбома «Танец Волка».
В 2002—2006 годы вместе с другим бывшим участником «Пикника» Владимиром Сизовым написал рок-оперу «Оллипорт» для рок-группы «Русский музей»
4 декабря 2010 года около 17 часов во Фрунзенском районе сотрудники Госнаркоконтроля задержали Александра Савельева и изъяли у него порядка 120 граммов «белого китайца». По факту хранения наркотического вещества возбуждено уголовное дело по части 2-й статьи 282 УК РФ. В ходе следствия было установлено, что музыкант являлся курьером международной преступной группы, торговавшей наркотиками в России и Эстонии. Савельев признал свою вину и был приговорён к четырём годам.
В 2014 году принял участие в проекте «ZooПарк Андрея Тропилло», став директором группы. Новый «Zоопарк», как сказано в аннотации, «отличается от старого Зоопарка новой музыкой, написанной на старые Майковские тексты».